# 세로라르고주

세로라르고주의 위치

세로라르고주(스페인어: Departamento de Cerro Largo)는 우루과이 동부에 위치한 주로 주도는 멜로이며 면적은 13,648km2, 인구는 84,698명(2011년 기준)이다. 북동쪽으로는 브라질과 국경을 접하며 남쪽으로는 트레인타이트레스주, 서쪽으로는 두라스노주, 북서쪽으로는 타콰렘보주, 리베라주와 접한다.

주기
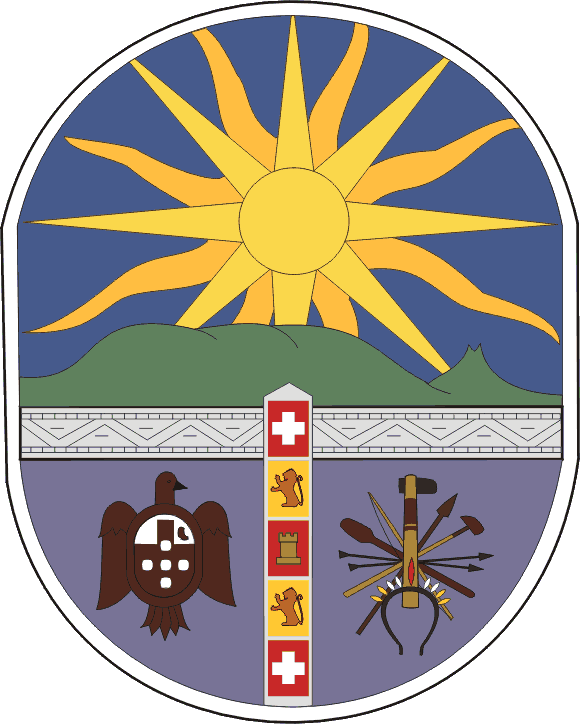
주 문장